# 20. јул
20. јул (20.7.) је 201. дан године по грегоријанском календару (202. у преступној години). До краја године има још 164 дана.

## Догађаји
- 1054 — Патријарх Михаило је сазвао сабор који је одржан 20. јула у Цариграду. На овом сабору је донета одлука да се поступци папских легата одбаце и осуде, а на саме легате је бачена анатема. Након тога дошло је до Великог раскола, односно до трајног одвајања Римокатоличке цркве од васељенског Православља.
- 1654 — Потписан англо-португалски споразум којим су почели дугогодишњи савезнички односи Енглеске и Португалије.
- 1866 — Аустријска флота под командом Вилхелма фон Тегетофа је потпуно разорила италијанску флоту код острва Вис.
- 1917 — Потписана Крфска декларација о стварању заједничке државе Срба, Хрвата и Словенаца. Декларацију потписали премијер Србије Никола Пашић и председник Југословенског одбора Анте Трумбић.
- 1944 — Немачки пуковник Клаус Шенк гроф фон Штауфенберг, извршио атентат на нацистичког лидера Адолфа Хитлера подметањем бомбе под његов сто у бункеру „Вучја јама“ код Берлина. Хитлер лакше повређен, а завереници погубљени.
- 1954 — У Женеви склопљен споразум о примирју у Индокини, којим је завршен Први индокинески рат против француске колонијалне управе у том делу света.
- 1969 — Амерички космонаут Нил Армстронг постао први човек који је ступио на Месец. Армстронг на Месецу био два сата и 21 минут, после чега се вратио на свемирски брод „Аполо 11“.
- 1974 — Турске снаге извршиле инвазију на Кипар, заузеле луку Киренију и кренуле према Никозији.
- 1976 — Америчка сонда Викинг 1 спустила се на Марс после 11 месеци лета и почела да шаље на Земљу јасне снимке те планете.
- 1982 — У експлозијама бомби које су поставили припадници Ирске републиканске армије у Хајд парку и Риџентс парку у центру Лондона погинуло 10 британских војника.
- 1988 — Јужноафричка Република, Ангола и Куба прихватиле споразум о повлачењу страних трупа из Анголе и о признавању независности Југозападне Африке, данашње Намибије.
- 1994 — Шеф израелске дипломатије Шимон Перес допутовао у посету Јордану као највиши израелски функционер који је до тада посетио Јордан.
- 1996 — Побуњеници из племена Хуту напали избеглички логор супарничког племена Тутси у Бурундију и побили око 320 особа, махом жена и деце.
- 2000 —
  - После девет дана преговора завршен блискоисточни мировни самит у Кемп Дејвиду. Решење за вишедеценијски сукоб није нађено, а сукоби Израела и Палестинаца настављени.
  - Корзикански националисти прихватили, после преговора у Паризу, понуду француске владе о аутономији острва. Тиме окончане 20-годишње тензије између сепаратиста и власти.
- 2001 —
  - После 20 година паузе из Багдада кренуо први путнички воз ка Турској, који је наредног дана стигао у Газиантеп.
  - Немачки лидери полагањем венаца званично одали пошту официрима за атентат на Адолфа Хитлера пре 57 година.
  - Карло Ђулијани, италијански активиста и анархиста је убијен током демонстрација против Групе 8 у Ђенови 2001. године од стране италијанских карабинијера.
- 2011 — Ухапшен Горан Хаџић, бивши председник Републике Српске Крајине.

## Рођења
- 1304 — Франческо Петрарка, италијански песник, писац и хуманиста. (прем. 1374)
- 1847 — Макс Либерман, немачки сликар. (прем. 1935)
- 1890 — Верна Фелтон, америчка глумица. (прем. 1966)
- 1919 — Едмунд Хилари, новозеландски планинар и истраживач. (прем. 2008)
- 1932 — Василије Крестић, српски историчар.[1]
- 1933 — Кормак Макарти, амерички књижевник, драматург и сценариста. (прем. 2023)
- 1938 — Натали Вуд, руско-америчка глумица. (прем. 1981)
- 1938 — Дајана Риг, енглеска глумица. (прем. 2020)[2]
- 1945 — Илија Катић, српски фудбалер.
- 1945 — Ким Карнс, америчка музичарка.
- 1947 — Карлос Сантана, мексичко-амерички музичар, најпознатији као гитариста.
- 1956 — Мима Јаушовец, словеначка тенисерка.
- 1960 — Првослав Вујчић, српски књижевник и песник.
- 1962 — Лидија Вукићевић, српска глумица.
- 1964 — Крис Корнел, амерички музичар, најпознатији као певач група Soundgarden и Audioslave. (прем. 2017)
- 1966 — Енрике Пења Нијето, мексички политичар, 57. председник Мексика.[3]
- 1971 — Сандра Оу, канадска глумица.
- 1975 — Реј Ален, амерички кошаркаш.
- 1975 — Џуди Грир, америчка глумица, комичарка и списатељица.
- 1979 — Марко Николић, српски фудбалски тренер.
- 1980 — Жизел Биндшен, бразилски модел и глумица.
- 1984 — Наташа Којић, српска певачица.
- 1989 — Јуриј Газински, руски фудбалер.
- 1993 — Стивен Адамс, новозеландски кошаркаш.
- 1993 — Лука Дињ, француски фудбалер.
- 1993 — Марко Полетановић, српски фудбалер.
- 1996 — Марко Араповић, хрватски кошаркаш.
- 1996 — Бен Симонс, аустралијско-амерички кошаркаш.[4]
- 1999 — Гога Битадзе, грузијски кошаркаш

## Смрти
- 1031 — Робер II Побожни, француски краљ. (рођ. 972)
- 1813 — Хајдук Вељко, српски јунак. (рођ. 1780)
- 1866 — Бернхард Риман, немачки математичар. (рођ. 1826)
- 1923 — Панчо Виља, мексички револуционар, вођа сељачке револуције 1910. (рођ. 1878)
- 1937 — Гуљелмо Маркони, италијански инжењер. (рођ. 1874)
- 1944 — Клаус фон Штауфенберг је био немачки аристократа и армијски пуковник. (рођ. 1907)
- 1945 — Пол Валери, француски писац. (рођ. 1871)
- 1973 — Брус Ли, америчко-кинески глумац и мајстор борилачких вештина. (рођ. 1940)
- 2007 — Кај Сигбан, шведски физичар, добитник Нобелове награде за физику. (рођ. 1918)
- 2017 — Честер Бенингтон, амерички певач. (рођ. 1976)

## Празници и дани сећања
- Међународни празници
  - Светски дан скокова
- Српска православна црква слави:
  - Свету великомученицу Недељу
  - Преподобног Тому Малеина
  - Преподобне мученике Епиктета и Астиона